# Youki Kudoh
Youki Kudoh (Tokio, 17 de enero de 1971) es una actriz, cantante y productora de cine japonesa. Ganó el premio al "Mejor debutante" en la 6° edición del Festival de cine de Yokohama por la película The Crazy Family. También ganó el Premio Hochi a la "Mejor actriz" por la película War and Youth.

## Biografía
Kudoh nació en Hachiōji, Tokio, Japón. Su padre es el fallecido cantante japonés Hachiro Izawa; su hermano menor es el actor Masaki Kudou.
Debutó en el cine a la edad de 12 años con la película The Crazy Family dirigida por Gakuryū Ishii. Por su papel fue ganadora del premio del Festival de cine de Yokohama a "Mejor debutante". También ganó el Premio Hochi a la "Mejor actriz" por la película de 1991 War and Youth.
En 2005 ganó el reconocimiento mundial por la película Memorias de una Geisha en el papel de Calabaza, una maiko (aprendiz de geisha). Compartió reparto junto a los actores Zhang Ziyi, Ken Watanabe, Michelle Yeoh y Gong Li. 
Entre sus restantes créditos cinematográficos se encuentran las películas The Limits of Control (2009), Karakara (2012) y This Country's Sky (2015).

## Filmografía
| Año  | Título                                                                                         | Papel                    | Notas                                                 |
| ---- | ---------------------------------------------------------------------------------------------- | ------------------------ | ----------------------------------------------------- |
| 1980 | Shaolin vs. Vampire                                                                            |                          |                                                       |
| 1984 | The Crazy Family (逆噴射家族 Gyakufunsha Kazoku)                                               | Erika Kobayashi          | Debut como actriz                                     |
| 1985 | Congratulatory Speech (祝辞 Shukuji)                                                           | Fusae Saotome            |                                                       |
| 1985 | Thypoon Club (台風クラブ Taifū Kurabu)                                                         | Rie Takami               |                                                       |
| 1986 | Janpuappu! Seishun                                                                             |                          | Serie de televisión                                   |
| 1986 | Oya ni wa Naisho de...                                                                         |                          | Serie de televisión                                   |
| 1987 | Honka joshikō manyuaru: Hatsukoi binetsu-hen (本 場 ぢ ょ し こ ュ ュ ュ ュ ュ ュ 微 微 熱 篇) | Michiko Sawaki           | Serie de televisión                                   |
| 1988 | Aoi sanmyaku '88 (青 い 山脈 '88)                                                              | Shinko Terazawa          |                                                       |
| 1988 | Labyrinth of Flower Garden (花園の迷宮 Hanazono sin meikyū)                                    | Fuyumi                   |                                                       |
| 1989 | Mystery Train                                                                                  | Mitsuko                  | Segmento: "Lejos de Yokohama"                         |
| 1991 | War and Youth (戦争と青春 Sensō a Seishun)                                                     | Yukari Hanafusa / Sakiko | Ganadora: Premio Hochi a "Mejor actriz"               |
| 1994 | Picture Bride                                                                                  | Riyo                     |                                                       |
| 1997 | Persecución implacable                                                                         | Midori                   |                                                       |
| 1999 | Mientras nieva sobre los cedros                                                                | Hatsue Imada Miyamoto    |                                                       |
| 2000 | Blood: The Last Vampire                                                                        | Saya                     | Voz                                                   |
| 2000 | Blood: The Last Vampire                                                                        | Saya (voz)               | Videojuego                                            |
| 2001 | The Chronicle                                                                                  | Mina Shen                | Serie de televisión Episodio: "Here There Be Dragons" |
| 2005 | Memorias de una geisha                                                                         | Pumpkin                  |                                                       |
| 2006 | Imprint (Huella)                                                                               | Mujer                    | Capítulo de Masters of Horror                         |
| 2007 | Rush Hour 3                                                                                    | Dragon Lady              |                                                       |